# Norman Podhoretz
Norman Podhoretz,  né le 16 janvier 1930, est l'un des plus connus des intellectuels  néo-conservateurs des États-Unis.  Marié à Midge Decter, il est le père de l'éditorialiste John Podhoretz.
Norman Podhoretz est surtout connu pour avoir été, de 1960 à 1995,  le rédacteur en chef du mensuel Commentary.
En 2004, il a reçu la médaille présidentielle de la Liberté, la plus haute distinction que le gouvernement américain puisse décerner à un civil.

## Éducation
Norman Podhoretz a été élevé  à Brownsville, quartier pauvre de Brooklyn, dans une famille juive de gauche — sa sœur aînée s'était même engagée dans un mouvement de jeunesses socialistes. Il est considéré comme l'un des pères fondateurs du néo-conservatisme.
Norman Podhoretz  a reçu une licence de l'université Columbia  où il avait étudié avec Lionel Trilling, ainsi que du Jewish Theological Seminary. 
Puis il a reçu une licence et une maîtrise de lettres avec mention de  l'Université de Cambridge. En 1967,  il s'est fait connaître par un essai intitulé My Negro Problem — And Ours.

## Carrière
De 1981 à 1987, Norman Podhoretz était conseiller de l'U.S. Information Agency, l'agence d'informations du département d'État. 
Pendant 35 ans, Norman Podhoretz a été rédacteur en chef du mensuel Commentary publié par l'American Jewish Committee. 
De 1995 à 2003, il a été Senior Fellow du Hudson Institute. 
Il est aussi membre du Council on Foreign Relations et du  Comité de Soutien de l'Institut Turgot, et entretient des liens avec le Project for the New American Century.

## Ouvrages de Norman Podhoretz
- 1964: Doings and Undoings: The Fifties and After (essais sur la littérature américaine)
- 1967: Making It (autobiographie)  (ISBN 0394434498)
- 1979: Breaking Ranks: A Political Memoir
- 1980: The Present Danger: "Do We Have the Will to Reverse the Decline of American Power?"  (ISBN 0671413953)
- 1982: Why We Were in Vietnam  (ISBN 0671445782)
- 1986: The Bloody Crossroads: Where Literature and Politics Meet (Essais sur Camus, Kundera, Henry Adams, Kissinger, Soljénitsyne, Orwell et al.)  (ISBN 0671618911)
- 2000: Ex-Friends: Falling Out With Allen Ginsberg, Lionel & Diana Trilling, Lillian Hellman, Hannah Arendt, and Norman Mailer (Mémoires)  (ISBN 1893554171)
- 2001: My Love Affair With America: The Cautionary Tale of a Cheerful Conservative (autobiographie)  (ISBN 1893554414)
- 2002: The Prophets: Who They Were, What They Are (sur le prophétisme hébreu)  (ISBN 0743219279)
- 2003: The Norman Podhoretz Reader: A Selection of His Writings from the 1950s through the 1990s, textes rassemblés par Thomas L. Jeffers,  avec une préface de l'historien Paul Johnson  (ISBN 0743236610)
- 2007: World War IV: The Long Struggle Against Islamofascism  (ISBN 0385522215)